# Eugen Korschelt
Eugen Korschelt, född den 28 september 1858 i Zittau, död den 28 december 1946 i Marburg, var en tysk zoolog.
Korschelt blev docent i zoologi i Freiburg im Breisgau 1885 och i Berlin 1887 samt professor i zoologi och jämförande anatomi  i Marburg 1893. Han offentliggjorde flera arbeten över maskarnas, tagghudingarnas, leddjurens och blötdjurens morfologi och utvecklingshistoria, vidare över cytologi, exempelvis Morphologie und Physiologie des Zellkerns (1888), liksom arbeten över experimentell zoologi, som Regeneration und Transplantation (1907). Tillsammans med Heider utgav han en på sin tid mycket använd Lehrbuch der vergleichenden Entwickelungsgeschichte der wirbellosen Tiere (2:a upplagan, 1902–1910). Från 1904 var han redaktör för Zoologischer Anzeiger, den då mest spridda av alla zoologiska tidskrifter. Korschelt invaldes som ledamot av Fysiografiska sällskapet i Lund 1905, som korresponderande ledamot av vetenskapsakademien i Göttingen 1918 och av vetenskapsakademien i Berlin 1920 samt som ledamot av Leopoldina 1933.